# NBA 1952/53
Die NBA-Saison 1952/53 war die siebte Saison der National Basketball Association (NBA), deren reguläre Spielzeit am 31. Oktober 1952 begann und am 18. März 1953 nach 351 Spielen endete. Die Postseason begann am 17. März 1953 und endete am 10. April 1953 mit 4—1 Finalsiegen der Minneapolis Lakers über die New York Knickerbockers.

## Saisonnotizen
- Die Philadelphia Warriors machten Gebrauch von ihrem Recht des Territorial Picks. Als erstes in der regulären NBA-Draft-Runde gewählt wurde Mountaineer Mark Workman von der West Virginia University durch die Milwaukee Hawks.[1]
- Das dritte NBA All-Star Game fand am Dienstag, den 13. Januar 1953 vor 10.322 Zuschauern im Allen County War Memorial Coliseum, Ft. Wayne, Indiana statt. John Kundlas Western All-Stars besiegten Joe Lapchicks Eastern All-Stars mit 79—75. Most Valuable Player des All-Star Games war George Mikan von den Minneapolis Lakers. Der Preis wurde erstmals verliehen und die MVPs der Vorjahre nachträglich gewählt.[2]
- Am 15. Februar 1953 gelangen Dolph Schayes von 25 Versuchen 21 Freiwurftreffer im Spiel seiner Syracuse Nationals in New York.[3]
- Die Baltimore Bullets verloren insgesamt zehn Spiele in der Verlängerung, ein Wert, der erst in der Saison 2000/01 durch die Los Angeles Clippers wieder erreicht werden sollte, allerdings bei einer höheren Zahl an Saisonspielen.
- Zum ersten Mal wurde der Rookie of the Year Award vergeben. Erster Preisträger war Donald E. „Monk“ Meineke.[4]
- Zum ersten Mal trafen sich die Divisionsführenden der regulären Saison als Divisionssieger im Finale.
- Alle zehn Teams des Vorjahres beendeten die Saison. Für die Indianapolis Olympians sollte es jedoch der letzte Auftritt sein.

## Abschlusstabellen
Pl. = Rang,  = Für die Playoffs qualifiziert, Sp = Anzahl der Spiele, S—N = Siege—Niederlagen, % = Siegquote (Siege geteilt durch Anzahl der bestrittenen Spiele), GB = Rückstand auf den Führenden der Division in der Summe von Sieg- und Niederlagendifferenz geteilt durch zwei, Heim = Heimbilanz, Ausw. = Auswärtsbilanz, Neutr. = Bilanz auf neutralem Boden, Div. = Bilanz gegen die Divisionsgegner

### Eastern Division
| Pl. | Mannschaft            | Sp | S—N   | %    | GB   | Heim  | Ausw. | Neutr. | Div.  |
| --- | --------------------- | -- | ----- | ---- | ---- | ----- | ----- | ------ | ----- |
| 1.  | New York Knicks       | 70 | 47—23 | .671 | —    | 21—40 | 15—14 | 11—50  | 30—10 |
| 2.  | Syracuse Nationals    | 71 | 47—24 | .662 | 0,5  | 30—20 | 10—19 | 05—30  | 26—15 |
| 3.  | Boston Celtics        | 71 | 46—25 | .648 | 1,5  | 21—30 | 11—18 | 14—40  | 28—13 |
| 4.  | Baltimore Bullets     | 70 | 16—54 | .229 | 31   | 11—20 | 01—19 | 04—15  | 10—30 |
| 5.  | Philadelphia Warriors | 69 | 12—57 | .174 | 34,5 | 04—13 | 01—28 | 07—16  | 07—33 |

### Western Division
| Pl. | Mannschaft             | Sp | S—N   | %    | GB   | Heim  | Ausw. | Neutr. | Div.  |
| --- | ---------------------- | -- | ----- | ---- | ---- | ----- | ----- | ------ | ----- |
| 1.  | Minneapolis Lakers     | 70 | 48—22 | .686 | —    | 24—20 | 16—15 | 08—50  | 26—14 |
| 2.  | Rochester Royals       | 70 | 44—26 | .629 | 040  | 24—80 | 13—16 | 07—20  | 27—13 |
| 3.  | Fort Wayne Pistons     | 69 | 36—33 | .522 | 11,5 | 25—90 | 08—19 | 03—50  | 18—22 |
| 4.  | Indianapolis Olympians | 71 | 28—43 | .394 | 20,5 | 19—14 | 04—23 | 05—60  | 15—26 |
| 5.  | Milwaukee Hawks        | 71 | 27—44 | .380 | 21,5 | 14—13 | 04—24 | 09—12  | 15—26 |

## Ehrungen
- Rokie of the Year 1952/53: Don Meineke, Fort Wayne Pistons

| - All-NBA First Team: - George Mikan, Minneapolis Lakers - Bob Cousy, Boston Celtics - Neil Johnston, Philadelphia Warriors - Ed Macauley, Boston Celtics - Dolph Schayes, Syracuse Nationals | - All-NBA Second Team: - Bill Sharman, Boston Celtics - Vern Mikkelsen, Minneapolis Lakers - Bobby Wanzer, Rochester Royals - Bob Davies, Rochester Royals - Andy Phillip, Philadelphia Warriors |

## Führende Spieler in Einzelwertungen
| Kategorie       | Spieler       | Mannschaft            | Wert    |
| --------------- | ------------- | --------------------- | ------- |
| Punkte          | Neil Johnston | Philadelphia Warriors | 1564    |
| Wurfquote †     | Neil Johnston | Philadelphia Warriors | 45,24 % |
| Freiwurfquote ‡ | Bill Sharman  | Boston Celtics        | 85 %    |
| Assists         | Bob Cousy     | Boston Celtics        | 547     |
| Rebounds        | George Mikan  | Minneapolis Lakers    | 1007    |

† 210 Körbe nötig. Johnston nahm 1114 Schüsse und traf 504 mal.

‡ 180 Freiwürfe nötig. Sharman traf 341 von 401.

- Neil Johnston stand mit 3166 Minuten am längsten auf dem Parkett. Seine 1564 Punkte ergaben einen Durchschnitt von 22,3 Punkten pro Spiel. Bis zur Saison 1968/69 wurden den Statistiken in den Kategorien Punkte, Assists und Rebounds die insgesamt erzielten Leistungen zu Grunde gelegt und nicht die Quote pro Spiel. Neil Johnston hatte die beste Punkte- und Wurfquote sowie die meisten Treffer aus dem Feld. Der zweitplatzierte Ed Macauley (Boston Celtics) kam auf eine Wurfquote von 45,23 % bei 451 Treffern.
- Don Meineke von den Fort Wayne Pistons beging die meisten Fouls (334) und war auch mit 26 mal am häufigsten fouled out. Niemand wurde innerhalb einer Spielzeit häufiger disqualifiziert.
- Drittplatzierter nach Freiwurfquote hinter Fred Scolari von den Fort Wayne Pistons war Dolph Schayes von den Syracuse Nationals mit 82,7 % und mit den mit Abstand meisten Punkten von  512 im Gegensatz zu Sharmans 341 Punkten. Diese Zahlen geben Aufschluss über das Foulaufkommen im Spielverlauf in der Saison 1952/53. So wurden am 15. November 1952 acht Baltimore-Spieler und fünf Syracuse-Spieler disqualifiziert, ein Rekordwert. Allerdings kein Rekord im Saisonverlauf. Vier Teams (Rochester, Fort Wayne, Baltimore und Milwaukee) führen die ewige Liste der meisten Disqualifikationen pro Spiel allein in dieser Saison an (zwischen 1,53 und 1,31). Das Spiel ging in die Verlängerung und hatte 60 individuelle Fouls. Drei Tage zuvor gab es ebenfalls in Baltimore durch die Hawks mit 55 die meisten individuellen Fouls aller Zeiten in einem Spiel ohne Verlängerung.
- Bob Cousy begann seine Serie von acht Assist-Saisonrekorden in Folge. Lediglich John Stockton führte die Liga zwischen 1987 und 1996 jemals in mehr Jahren, nämlich neun, an.

## Playoffs-Baum
| Division-Halbfinals | Division-Halbfinals    | Division-Halbfinals |    |                    | Division-Finals | Division-Finals | Division-Finals |  |  | NBA-Finals | NBA-Finals | NBA-Finals |
|                     |                        |                     |    |                    |                 |                 |                 |  |  |            |            |            |
| E1                  | New York Knicks        | 2                   |    |                    |                 |                 |                 |  |  |            |            |            |
| E4                  | Baltimore Bullets      | 0                   |    |                    |                 |                 |                 |  |  |            |            |            |
| E4                  | Baltimore Bullets      | 0                   | E1 | New York Knicks    | 3               |                 |                 |  |  |            |            |            |
| Eastern Division    |                        |                     | E1 | New York Knicks    | 3               |                 |                 |  |  |            |            |            |
|                     | E3                     | Boston Celtics      | 1  |                    |                 |                 |                 |  |  |            |            |            |
| E2                  | E3                     | Boston Celtics      | 1  | Syracuse Nationals | 0               |                 |                 |  |  |            |            |            |
| E2                  |                        |                     |    | Syracuse Nationals | 0               |                 |                 |  |  |            |            |            |
| E3                  | Boston Celtics         | 2                   |    |                    |                 |                 |                 |  |  |            |            |            |
| E3                  | Boston Celtics         | 2                   | E1 | New York Knicks    | 1               |                 |                 |  |  |            |            |            |
|                     |                        |                     |    | New York Knicks    | 1               |                 |                 |  |  |            |            |            |
|                     | W1                     | Minneapolis Lakers  | 4  |                    |                 |                 |                 |  |  |            |            |            |
| W2                  | W1                     | Minneapolis Lakers  | 4  | Rochester Royals   | 1               |                 |                 |  |  |            |            |            |
| W2                  |                        |                     |    | Rochester Royals   | 1               |                 |                 |  |  |            |            |            |
| W3                  | Fort Wayne Pistons     | 2                   |    |                    |                 |                 |                 |  |  |            |            |            |
| W3                  | Fort Wayne Pistons     | 2                   | W3 | Fort Wayne Pistons | 2               |                 |                 |  |  |            |            |            |
| Western Division    |                        |                     | W3 | Fort Wayne Pistons | 2               |                 |                 |  |  |            |            |            |
|                     | W1                     | Minneapolis Lakers  | 3  |                    |                 |                 |                 |  |  |            |            |            |
| W1                  | W1                     | Minneapolis Lakers  | 3  | Minneapolis Lakers | 2               |                 |                 |  |  |            |            |            |
| W1                  |                        |                     |    | Minneapolis Lakers | 2               |                 |                 |  |  |            |            |            |
| W4                  | Indianapolis Olympians | 0                   |    |                    |                 |                 |                 |  |  |            |            |            |

## Playoffs-Ergebnisse
Die Playoffs begannen am 17. März und wurden in den Division-Halbfinals nach dem Modus „Best of Three“ ausgetragen, die Division-Finals nach dem Modus „Best of Five“ und die NBA-Finals nach dem Modus „Best of Seven“.
Bemerkenswert waren die Halbfinals zwischen Boston und Syracuse. Im zweiten Spiel, das in die vierte Verlängerung gehen musste, kam es zu der längsten Einsatzzeit aller Zeiten in den Playoffs. Red Rocha und Paul Seymour von den Syracuse Nationals standen jeweils 67 Minuten auf dem Parkett, während Bob Cousy von den Celtics 66 Minuten lang spielte. Er warf mit 30 auch die meisten Freiwürfe aller Playoffs. Seine insgesamt 50 Punkte in einem Playoff-Spiel wurden erst fünf Jahre später eingestellt. Rekordverdächtig waren ebenso die Fouls. Al Cervi kam im zweiten Spiel auf sieben Fouls und belegt damit den zweiten Platz in der NBA-Geschichte. Bob Lochmueller kam insgesamt auf zwölf Fouls in der Serie und wurde in beiden Spielen disqualifiziert, im ersten Spiel bereits nach unfassbaren sieben Minuten.

### Eastern Division-Halbfinals
New York Knickerbockers 2, Baltimore Bullets 0

Dienstag, 17. März: New York 81 – 62 Baltimore Bullets

Freitag, 20. März: Baltimore Bullets 81 – 90 New York
Boston Celtics 2, Syracuse Nationals 0

Donnerstag, 19. März: Syracuse 81 – 87 Boston

Sonnabend, 21. März: Boston 111 – 105 Syracuse (n.4.V.)

### Western Division-Halbfinals
Fort Wayne Pistons 2, Rochester Royals 1

Freitag, 20. März: Rochester 77 – 84 Fort Wayne

Sonntag, 22. März: Fort Wayne 71 – 83 Rochester

Dienstag, 24. März: Rochester 65 – 67 Fort Wayne
Minneapolis Lakers 2, Indianapolis Indians 0

Sonntag, 22. März: Minneapolis 85 —69 Indianapolis

Montag, 23. März: Indianapolis 79 – 81 Minneapolis

### Eastern Division-Finals
New York Knickerbockers 3, Boston Celtics 1

Mittwoch, 25. März: New York 95 – 91 Boston

Donnerstag, 26. März: Boston 86 – 70 New York

Sonnabend, 28. März: New York 101 – 82 Boston

Sonntag, 29. März: Boston 75 – 82 New York

### Western Division-Finals
Minneapolis Lakers 3, Fort Wayne Pistons 2

Donnerstag, 26. März: Minneapolis 83 – 73 Fort Wayne

Sonnabend, 28. März: Minneapolis 82 – 75 Fort Wayne

Montag, 30. März: Fort Wayne 98 – 95 Minneapolis

Mittwoch, 01. April: Fort Wayne 85 – 82 Minneapolis

Donnerstag, 02. April: Minneapolis 74 – 58 Fort Wayne

## NBA-Finals

### Minneapolis Lakers vs. New York Knickerbockers
Die New York Knickerbockers verfehlten zum dritten Mal in Folge die Meisterschaft. Die Minneapolis Lakers wiederholten ihren Coup des letzten Jahres und wurden zum zweiten Mal in Folge Meister, obwohl George Mikan dabei mit 27 die meisten persönlichen Fouls beging, die je in einer Finalserie notiert wurden. Im ersten und im letzten Spiel wurden jeweils vier Spieler des Heimteams disqualifiziert. Nie waren in einer Finalserie mehr Spieler fouled out.
Die Finalergebnisse:

Sonnabend, 4. April: Minneapolis 88 – 96 New York

Sonntag, 5. April: Minneapolis 73 – 71 New York

Dienstag, 7. April: New York 75 – 90 Minneapolis

Mittwoch, 8. April: New York 69 – 71 Minneapolis

Freitag, 10. April: New York 84 – 91 Minneapolis
Die Minneapolis Lakers werden mit 4—1 Siegen NBA-Meister.

## Die Meistermannschaft der Minneapolis Lakers
| Bob Harrison, Lew Hitch, Jim Holstein, Slater Martin, George Mikan, Vern Mikkelsen, Jim Pollard, Pep Saul, Howie Schultz, Whitey Skoog Head Coach John Kundla, Assistant Coach Dave McMillan |